# El Amigo del Pueblo (1890-1891)
El Amigo del Pueblo fue un periódico editado en la ciudad española de Valencia entre 1890 y 1891.

## Descripción
Subtitulado «propagador de las glorias españolas tradicionales», apareció el 1 de octubre de 1890, en ocho páginas de 21 por 16 centímetros y a dos columnas. Se publicaba en su propia imprenta, y desde el número cuarto pasó a ser decenal. Dirigido por Felipe Pérez Llach, su principal objetivo, según José Navarro Cabanes, consistía en «propagar y popularizar los hechos más brillantes de la Historia de España».
Ofrecía una suscripción por acciones de veinticuatro ejemplares cada semana, por seis pesetas al trimestre, con el objetivo de que tuviera difusión gratuita entre la clase obrera. Para auxiliar la propaganda, publicó anécdotas y narraciones populares en octavo bajo el título de «Pequeñas lecturas». El vigesimoséptimo número se publicó el 2 de septiembre de 1891, y, en el siguiente, de 1 de octubre, el director se lamentaba ya de la falta de apoyo. Este fue, según Navarro Cabanes, el número final.